# Hans Teunissen (1963)
Johannes Maria Theodorus (Hans) Teunissen (Venray, 11 april 1963) is een Nederlandse bestuurder en D66-politicus. Sinds 5 oktober 2020 is hij burgemeester van Gennep.

## Maatschappelijke loopbaan
Teunissen is van huis uit arbeidsdeskundige en studeerde Personeel en Arbeid aan de Fontys Hogescholen en post-HBO arbeidskundige aan de Hogeschool Saxion. Later rondde hij de master 'City Developer' af aan de Erasmus Universiteit Rotterdam en bestierde als zelfstandig ondernemer een adviesbureau op het gebied van de leefomgeving.

## Politieke loopbaan
Teunissen was van 1994 tot 2002 gemeenteraadslid en D66-fractievoorzitter van Venray. Van 2005 tot 2010 en van 2014 tot 2015 was hij wethouder van die gemeente. Nadien was hij van 2015 tot 2019 gedeputeerde en in 2019 Statenlid van Limburg. Sinds 5 oktober 2020 is hij burgemeester van Gennep.

## Privé
Teunissen is geboren in Venray en getogen in Ysselsteyn. Hij is gehuwd en vader van drie kinderen. Hij is oom van wielrenner Mike Teunissen.